# Молодь України (газета)

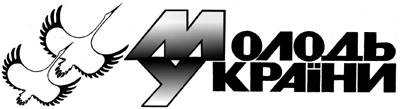
Старий логотип газети

«Молодь України» — колишня українська газета, що виходила з 1921 до 2019 року[джерело?]. За часів СРСР — орган ЦК ЛКСМУ, український аналог Комсомольської правди.

## Історія
У 1921 році в Харкові видавали газету «Вісті Центрального Комітета Комуністичної Спілки молоді України». 1922 року її було перейменовано на «Молодой рабочий» (укр. Молодий робітник), що виходила двічі на тиждень російською мовою. У січні 1924 року (з № 6 за 27 січня) газету було перейменовано на «Молодой ленинец» (укр. Молодий ленінець). Газета стала виходити 3 рази на тиждень, видавцем був Центральний та Харківський Комітет ЛКСМУ. 1925 року з'явився літературний додаток.
З 2 грудня 1925 року газета стала видаватися українською мовою та змінила назву на «Комсомолець України». У Харкові було видано 155 номерів, останній − 9 липня 1934 року. 1934 року столицею України став Київ і «Комсомолець України» переїхав до Києва. Газета виходила друком до 1941 року.
Газета виходила друком і під час Другої світової війни, перебуваючи тимчасово в евакуації.[джерело?] З 10 жовтня 1943 року стала виходити у Харкові під назвою «Молодь України», перший номер був одночасно 4677-м, вийшло 64 номери до квітня 1944 року. З 1944 року виходить у Києві. Газета була органом Центрального та Київського комітетів ЛКМСУ у 1944—1953, органом ЦК ЛКМСУ у 1953—1990 роках.
Популярність газети серед читачів особливо зросла в 1960—1980-х роках, коли її тираж наближався до мільйона, а передплатників було — сотні тисяч.[джерело?]
Газета нагороджена трьома орденами — орденом Вітчизняної війни, орденом Дружби народів та орденом Трудового Червоного Прапора.

## Автори
За роки свого існування «Молодь України» була трибуною для багатьох публіцистів, письменників, поетів. Серед них: Василь Симоненко, Максим Рильський, Андрій Малишко, Микола Вінграновський, Борис Олійник, Віталій Коротич, Іван Драч, Іван Дзюба, Євген Сверстюк, Василь Стус, Станіслав Тельнюк, Іван Світличний, Сергій Грабовський, Анатолій Матвійчук, Віктор Мазаний.